# Valérie Karsenti
Valérie Karsenti (n. 26 august 1968, Pantin, Métropole du Grand Paris, Franța) este o actriță franceză.